# TER Basse-Normandie
A TER Basse-Normandie egy regionális vasúthálózat Franciaországban, az Alsó-Normandia régióban.

## TER hálózat

### Vasút
| Járat                                   | Útvonal | Gyakoriság | Megjegyzés  |
| --------------------------------------- | --- | ---------- | ----------- |
| 1                                       | Lisieux - Mézidon ... Caen ... Bayeux ... Lison - Carentan - Valognes - Cherbourg |            |             |
| 2                                       | Paris-Montparnasse - Dreux - Nonancourt - Verneuil-sur-Avre - L'Aigle - Rai-Aube† - Sainte-Gauburge - Le Merlerault† - Nonant-le-Pin† - Surdon - Argentan - Écouché† - Briouze - Flers - Vire - Saint-Sever† - Villedieu-les-Poêles - Folligny† - Granville |            |             |
| 5                                       | Lisieux - Le Grand-Jardin - Pont-l'Évêque - Trouville-Deauville - Blonville-sur-Mer-Benerville - Villers-sur-Mer - Houlgate - Dives-sur-Mer-Port-Guillaume - Dives-Cabourg                                                                                  |            |             |
| 7 (3)                                   | Caen - Mézidon - Saint-Pierre-sur-Dives† - Coulibœuf† - Argentan - Surdon† - Sées - Alençon - La Hutte-Coulombiers† - Vivoin-Beaumont† - Teillé† - Montbizot† - La Guierche† - Neuville-sur-Sarthe† - Le Mans                                               |            |             |
| 8                                       | Caen - Mézidon - Lisieux - Bernay - Serquigny† - Brionne† - Glos-Montfort† - Bourgtheroulde-Thuit-Hébert† - Elbeuf-Saint-Aubin - Rouen-Rive-Droite |            |             |
| 9 (4)                                   | Caen ... Bayeux ... Lison ... Saint-Lô ... Coutances - Folligny - Avranches ... Dol-de-Bretagne - Rennes |            |             |
| 11                                      | Granville - Folligny - Avranches - Pontorson-Mont-Saint-Michel - Dol-de-Bretagne - La Gouesnière-Cancale - Saint-Malo |            | csak nyáron |
| † Nem minden vonat áll meg az állomáson | |            |             |

### Busz
- Coutances - Granville
- Bagnoles-de-l'Orne - Briouze - Argentan

## Állomások listája
Ez a lista az állomásokat sorolja fel ábécé sorrendben.

## Vasúti járművek

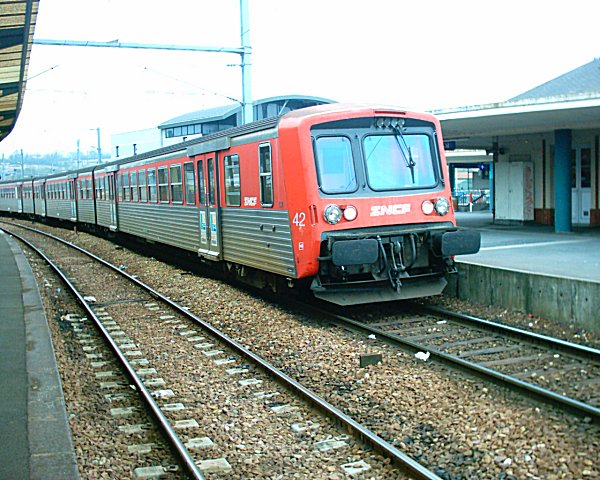
Egy TER Haute-Normandie RRR vonat Lisieux állomásán

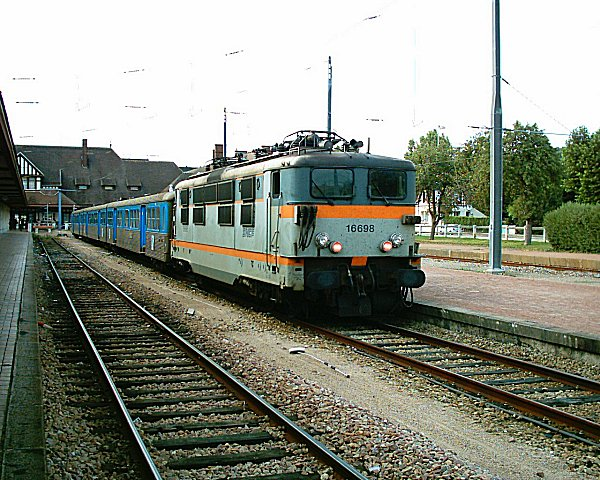
Egy TER Basse-Normandie vonat Deauville állomásán

- SNCF BB 16500 sorozat + RIO
- SNCF BB 67400 sorozat + RIO/Corail
- SNCF X 4630 sorozat
- SNCF X 72500 sorozat
- SNCF X 73500 sorozat
- SNCF X 76500 sorozat